# Sunndalsøra
Sunndalsøra este o localitate din comuna Sunndal, provincia Møre og Romsdal, Norvegia, cu o suprafață de 3,42 km² și o populație de 4.030 locuitori (2013).